# قائمة الانتخابات في عام 2023
الانتخابات التالية، كان من المقرر إجراءها في عام 2023م. ويحتفظ المعهد الديمقراطي الوطني أيضًا بتقويم للانتخابات في جميع أنحاء العالم .
- انتخابات مجلس الأمن التابع للأمم المتحدة لعام 2023
- التقويم الانتخابي الوطني 2023
- تقويم الانتخابات المحلية 2023

## أفريقيا

- الانتخابات البرلمانية الجيبوتية 2023، 23 فبراير.
- الانتخابات العامة النيجيرية 2023، 25 فبراير.
- الانتخابات البرلمانية الموريتانية 2023، 13 و 27 مايو.
- الانتخابات البلدية في بونتلاند 2023، 25 مايو.
- الانتخابات التشريعية في غينيا بيساو 2023، 4 يونيو.
- الانتخابات العامة في سيراليون 2023، 24 يونيو.
- الانتخابات العامة الزيمبابوية 2023، 23 أغسطس.
- الانتخابات العامة في الجابون 2023، 26 أغسطس.
- الانتخابات العامة الليبيرية 2023، 10 أكتوبر (الجولة الأولى) و14 نوفمبر (الجولة الثانية).
- الانتخابات الرئاسية الملغاشية 2023، 16 نوفمبر.
- الانتخابات الرئاسية المصرية 2023، 10-12 ديسمبر.
- الانتخابات العامة في جمهورية الكونغو الديمقراطية 2023، 20-24 ديسمبر.

## الأمريكتين
- الأرجنتين

  - الانتخابات الإقليمية الأرجنتينية 2023.
  - الانتخابات العامة الأرجنتينية 2023، 22 أكتوبر (الجولة الأولى) و19 نوفمبر (الجولة الثانية).
- الانتخابات العامة في أنتيغوا وبربودا 2023، 18 يناير.
- الانتخابات البرلمانية الكوبية 2023، 26 مارس.
- الانتخابات العامة في باراجواي 2023، 30 أبريل.
- كندا
  - الانتخابات العامة لجزيرة الأمير إدوارد 2023، 3 أبريل [1]
  - الانتخابات العامة في ألبرتا 2023، 29 مايو.
  - الانتخابات العامة في مانيتوبا 2023، 3 أكتوبر.
  - الانتخابات العامة للأقاليم الشمالية الغربية 2023، 14 نوفمبر.
- انتخابات حاكم الولاية المكسيكية 2023، 4 يونيو.
- الانتخابات المحلية في غيانا 2023، 12 يونيو [2][3]
- الانتخابات العامة في غواتيمالا 2023، 25 يونيو (الجولة الأولى) و20 أغسطس (الجولة الثانية).
- الانتخابات المحلية في ترينيداد 2023، 14 أغسطس [4][5]
- الإكوادور
  - الانتخابات المحلية الإكوادورية 2023، 5 فبراير.
  - الانتخابات العامة الإكوادورية 2023، 20 أغسطس (الجولة الأولى)، و15 أكتوبر (الجولة الثانية).
- الانتخابات الإقليمية الكولومبية 2023، 29 أكتوبر.
- الولايات المتحدة
  - انتخابات حاكم الولاية في الولايات المتحدة الأمريكية 2023.
  - الانتخابات التشريعية للولايات المتحدة الأمريكية 2023.

## آسيا
- الهند
  - انتخابات 2023 في الهند

    - انتخابات الجمعية التشريعية لولاية تريبورة 2023، 16 فبراير.
    - انتخابات الجمعية التشريعية لميغالايا 2023، 27 فبراير.
    - انتخابات الجمعية التشريعية لناجالاند 2023، 27 فبراير.
    - انتخابات الجمعية التشريعية لولاية كارناتاكا 2023، 10 مايو.
    - انتخابات الجمعية التشريعية لميزورام 2023، 7 نوفمبر.
    - انتخابات الجمعية التشريعية لولاية تشاتيسجار 2023، 7 نوفمبر، و17 نوفمبر.
    - انتخابات الجمعية التشريعية لولاية ماديا براديش 2023، 17 نوفمبر.
    - انتخابات الجمعية التشريعية لولاية راجاستان 2023، 25 نوفمبر.
    - انتخابات الجمعية التشريعية لولاية تيلانجانا 2023، 30 نوفمبر.
- كازاخستان
  - الانتخابات التشريعية الكازاخستانية 2023، 19 مارس.
- تركمانستان
  - الانتخابات البرلمانية التركمانية 2023، 26 مارس.
- اليابان
  - الانتخابات المحلية الموحدة اليابانية 2023، 9 أبريل.
- تايلاند
  - الانتخابات العامة التايلاندية 2023، 14 مايو.
- تيمور الشرقية
  - الانتخابات البرلمانية في تيمور الشرقية 2023، 21 مايو.
- الانتخابات الرئاسية الأوزبكية 2023، 9 يوليو
- الانتخابات العامة الكمبودية 2023، 23 يوليو.
- الانتخابات المحلية الماليزية 2023، 12 أغسطس.
- الانتخابات الرئاسية السنغافورية 2023، 1 سبتمبر.
- الانتخابات الرئاسية المالديفية 2023، 9 سبتمبر (الجولة الأولى) و30 سبتمبر (الجولة الثانية).
- الانتخابات البرلمانية الإماراتية 2023، 7 أكتوبر.
- الانتخابات العامة العمانية 2023، 29 أكتوبر.
- الانتخابات المحلية في كوريا الشمالية 2023، 26 نوفمبر.
- انتخابات الجمعية الوطنية البوتانية 2023–24، 30 نوفمبر (الجولة الأولى).
- انتخابات المحافظات العراقية 2023, 18 كانون الأول.

## أوروبا
- ألبانيا

  - الانتخابات المحلية الألبانية 2023، 14 مايو.
- أندورا
  - الانتخابات البرلمانية الأندورية 2023، 2 أبريل.
  - الانتخابات المحلية في أندورا 2023، 17 ديسمبر.
- أرمينيا
  - انتخابات مجلس مدينة يريفان 2023، 17 سبتمبر.
- النمسا
  - انتخابات ولاية النمسا السفلى 2023، 29 يناير.
  - انتخابات ولاية كارينثيا 2023، 5 مارس.
  - انتخابات ولاية سالزبورغ 2023، 23 أبريل.
- بلغاريا
  - الانتخابات البرلمانية البلغارية 2023، 2 أبريل.
  - الانتخابات المحلية البلغارية 2023، 29 أكتوبر.
- قبرص
  - الانتخابات الرئاسية القبرصية 2023، 5 فبراير (الجولة الأولى) و12 فبراير (الجولة الثانية).
- الجمهورية التشيكية
  - الانتخابات الرئاسية التشيكية 2023، 13-14 يناير (الجولة الأولى) و27-28 يناير (الجولة الثانية).
- استونيا
  - الانتخابات البرلمانية الإستونية 2023، 5 مارس.
- فنلندا
  - الانتخابات البرلمانية الفنلندية 2023، 2 أبريل.
  - الانتخابات التشريعية الفنلندية 2023، 15 أكتوبر.
- فرنسا
  - انتخابات مجلس الشيوخ الفرنسي 2023، 24 سبتمبر.
- ألمانيا
  - إعادة انتخابات ولاية برلين 2023، 12 فبراير.
  - انتخابات ولاية بريمن 2023، 14 مايو.
  - انتخابات ولاية بافاريا 2023، 8 أكتوبر.
  - انتخابات ولاية هيسن 2023، 8 أكتوبر.
- اليونان
  - الانتخابات التشريعية اليونانية في مايو 2023، 21 مايو.
  - الانتخابات التشريعية اليونانية في يونيو 2023، 25 يونيو.
  - الانتخابات المحلية اليونانية 2023، 8 أكتوبر (الجولة الأولى) و15 أكتوبر (الجولة الثانية).
- إيطاليا
  - الانتخابات المحلية الإيطالية 2023، 2-3 أبريل و17-18 أبريل (فريولي فينيتسيا جوليا) / 14-15 مايو (الجولة الأولى) / 21 مايو (الجولة الأولى في وادي أوستا وترينتينو ألتو أديجي) / 28-29 مايو (الجولة الثانية والجولة الأولى في سردينيا وصقلية) / 11-12 يونيو (الجولة الثانية في سردينيا وصقلية).
  - الانتخابات الإقليمية الإيطالية 2023.
    - انتخابات إقليم لاتسيو 2023، 12-13 فبراير.
    - الانتخابات الإقليمية اللومباردية 2023، 12-13 فبراير.
    - الانتخابات الإقليمية فريولي فينيتسيا جوليا 2023، 2-3 أبريل.
    - انتخابات منطقة موليزي 2023، 25-26 يونيو.
    - انتخابات مقاطعة ترينتينو ألتو أديجي/سودتيرول 2023، 22 أكتوبر.
- ليتوانيا
  - الانتخابات البلدية الليتوانية 2023، 5 مارس.
- لوكسمبورج
  - الانتخابات العامة في لوكسمبورج 2023، 8 أكتوبر.
- مولدوفا
  - انتخابات حاكم ولاية غاغاوز 2023، 30 أبريل (الجولة الأولى) و14 مايو (الجولة الثانية).
  - الانتخابات المحلية المولدوفية 2023، 5 نوفمبر.
- الجبل الأسود
  - الانتخابات الرئاسية في الجبل الأسود 2023، 19 مارس (الجولة الأولى) و2 أبريل (الجولة الثانية).
  - الانتخابات البرلمانية في الجبل الأسود 2023، 11 يونيو.
- هولندا
  - انتخابات مجلس الجزيرة الهولندية 2023، 15 مارس.
  - الانتخابات الإقليمية الهولندية 2023، 15 مارس.
  - انتخابات مجلس الشيوخ الهولندي 2023، 30 مايو.
  - الانتخابات العامة الهولندية 2023، 22 نوفمبر.
- النرويج
  - الانتخابات المحلية النرويجية 2023، 11 سبتمبر.
- بولندا
  - الانتخابات البرلمانية البولندية 2023، 15 أكتوبر.
- البرتغال
  - الانتخابات الإقليمية ماديران 2023، 24 سبتمبر.
- روسيا
  - الانتخابات الإقليمية الروسية 2023، 10 سبتمبر.
- صربيا
  - الانتخابات البرلمانية الصربية 2023، 17 ديسمبر.
  - انتخابات مجلس مدينة بلغراد 2023، 17 ديسمبر.
  - الانتخابات المحلية الصربية 2023، 17 ديسمبر.
  - انتخابات مقاطعة فويفودينا 2023، 17 ديسمبر.
- سلوفاكيا
  - الانتخابات البرلمانية السلوفاكية 2023، 30 سبتمبر.
- إسبانيا
  - الانتخابات المحلية الإسبانية 2023، 28 مايو.
  - الانتخابات الإقليمية الإسبانية 2023، 28 مايو.
    - الانتخابات الإقليمية الأراغونية 2023، 28 مايو.
    - الانتخابات الإقليمية الأستورية 2023، 28 مايو.
    - الانتخابات الإقليمية لجزر البليار 2023، 28 مايو.
    - الانتخابات الإقليمية الكنارية 2023، 28 مايو.
    - الانتخابات الإقليمية الكانتابرية 2023، 28 مايو.
    - الانتخابات الإقليمية القشتالية المانشيجانية 2023، 28 مايو.
    - انتخابات منطقة إكستريمادورا 2023، 28 مايو.
    - الانتخابات الإقليمية المدريدية 2023، 28 مايو.
    - الانتخابات الإقليمية المورسية 2023، 28 مايو.
    - انتخابات منطقة نافاريسي الإقليمية 2023، 28 مايو.
    - انتخابات منطقة ريوجان 2023، 28 مايو.
    - الانتخابات الإقليمية في فالنسيا 2023، 28 مايو.
    - انتخابات مجلس سبتة 2023، 28 مايو.
    - انتخابات الجمعية التشريعية لمليلية 2023، 28 مايو.

  - الانتخابات العامة الإسبانية 2023، 23 يوليو.
- سويسرا
  - انتخابات كانتون زيورخ 2023، 12 فبراير.
  - الانتخابات الفيدرالية السويسرية 2023، 22 أكتوبر.
- تركيا
  - الانتخابات الرئاسية التركية 2023، 14 مايو (الجولة الأولى) و28 مايو (الجولة الثانية).
  - الانتخابات البرلمانية التركية 2023، 14 مايو.
- المملكة المتحدة
  - تقويم الانتخابات في المملكة المتحدة لعام 2023.

## أوقيانوسيا
- أستراليا

  - انتخابات ولاية نيو ساوث ويلز 2023، 25 مارس.
- بولينيزيا الفرنسية
  - الانتخابات التشريعية البولينيزية الفرنسية 2023، 16 أبريل (الجولة الأولى)، و30 أبريل (الجولة الثانية).
- نيوزيلندا
  - الانتخابات العامة في نيوزيلندا 2023، 14 أكتوبر.
- جزر مارشال
  - الانتخابات العامة في جزر مارشال 2023، 20 نوفمبر.